# Ross Alexander
Ross Alexander (New York, 27 juli 1907 – Los Angeles, 2 januari 1937) was een Amerikaans acteur.

## Levensloop en carrière
Alexander begon zijn carrière in het theater. In 1932 maakte hij zijn filmdebuut in The Wiser Sex naast Claudette Colbert. In 1934 volgde zijn volgende films. In Flirtation Walk speelde hij naast Dick Powell. Met deze acteur speelde hij ook in Shipmates Forever (1935). In Captain Blood (1935) speelde hij met sterren als Errol Flynn en Olivia de Havilland. Zijn laatste film, met Ruby Keeler, kwam postuum uit.
In 1937 pleegde Alexander op 29-jarige leeftijd zelfmoord. Hij was tweemaal gehuwd geweest. Zijn eerste echtgenote had in 1935 eveneens zelfmoord gepleegd.